# Ghostbusters: The Video Game
Ghostbusters: The Video Game is een videospel gebaseerd op de Ghostbusters-filmfranchise. Het spel werd ontwikkeld voor de PlayStation 3, PlayStation 2, Xbox 360, Wii, Nintendo DS, en PC. De PlayStation 3, Xbox 360- en PC-versies werden ontwikkeld door Terminal Reality en de PlayStation 2-, Wii- en Nintendo DS-versies door Red Fly Studio De verhaallijn van het spel is geschreven door Dan Aykroyd en Harold Ramis, de schrijvers van de originele twee films.

## Ontwikkeling
In januari 2007 doken er op internet video’s op van een nieuw Ghostbusters-spel dat zou worden ontwikkeld voor de Xbox 360. Dit spel zou worden ontwikkeld door ZootFly. Later bleek echter dat ZootFly de rechten op de franchise niet meer had, en dat ze een ander spel aan het ontwikkelen waren genaamd TimeO.
Toevallig was op hetzelfde moment Sony op zoek naar een ontwikkelaar voor eveneens een Ghostbusters-spel. Vivendi Universal nam het project aan met ontwerper Terminal Reality. In een interview op tv zei Dan Aykroyd dat het spel in feite moet worden gezien als een soort Ghostbusters III. De plot van het spel is echter niet gelijk aan die van de geplande derde Ghostbusters-film, Ghostbusters In Hell.
In november 2007 onthulde het tijdschrift Game Informer een première van het spel, overgenomen uit de tot dusver ontwikkelde stukken van de Xbox 360-versie. Enkele van de personages werden ook onthuld in het tijdschrift. Zo doen naast de vier Ghostbusters ook oude bekenden als Slimer, de Stay-Puft Marshmallow Man, Vigo (uit de tweede film) en de Scoleri Brothers mee in het spel.

## Verschillende versies
Elke versie van het spel heeft enkele verschillen ten opzichte van de andere versies. De versies voor Xbox 360, PC en PS3 bevatten realistische graphics en meer single-player levels. De versies voor Wii, PS2 en DS hebben cartoonachtige graphics en zijn meer gericht op multiplayermode.